# Vinland Saga (álbum)
Vinland Saga es el segundo disco de Leaves' Eyes, fue editado en 2005.
Este nuevo álbum relata la historia de la llegada de los vikingos a América, 500 años antes que Cristóbal Colón. También cuenta la historia de una joven pareja: En la embarcación de Leif Eriksson viajaba un germano llamado Tyrkir, que deja a su esposa en Noruega y le promete que regrasará en abril. Cada canción es una parte de esa historia.

## Contexto
Es una pequeña introducción de la historia. La saga cuenta que Tyrkir encontró uvas creciendo salvajes y por eso decidieron llamar a la nueva tierra "Vinland". Obviamente él ya conocía las uvas de Alemania.
Farewell Proud Men
De acuerdo a las sagas, una nave vikinga deja la costa Oeste de Noruega. Esta canción describe como la esposa de Tyrkir observa los navíos mientras se alejan de la costa.
Elegy
Aquí Tyrkir describe el momento en que deja a su amada y desea volver a estar en sus brazos pronto. 
Solemn Sea
La letra está cantada en Noruego e inglés. Describe el miedo que sentían los vikingos al cruzar el tormentoso océano.
Leaves' Eyes
Es la descripción de los ciclos de las estaciones y las generaciones que se suceden visto desde los ojos de un árbol, que es el medio entre los amantes.
The Thorn
El tema principal es que ella está esperando su regreso. Ella siente que él está en peligro. El coro describe el dolor que él siente en la batalla y que le transmite a su esposa.
Misseri (Turn Green Meadows Into Grey)
Se trata del advenimiento del invierno. Ella mira las estaciones pasar y desea "volar hacia él"
Amhrán (Song of the winds)
En esta historia se considera el lenguaje del viento y del viejo árbol. Aquí los mensajes de ella son llevados por el viento hasta su esposo.
New Found Land
Cuenta el descubrimiento de la tierra de la vid. Habiendo perdido el curso, debido a la niebla y el mal tiempo, ellos deciden seguir y descubren una tierra que ellos no conocen (originalmente se dirigían a Groenlandia).
Mourning Tree
Aquí los mensajes viajan a través del viento. Ella le dedica esas palabras al viejo árbol que los ha unido durante todo ese tiempo.
Twilight Sun
Tyrkir recibe los mensajes de su amada y deciden regresar a Noruega después de un año. El siente que ella lo está llamando y las "tiritantes hojas" le recuerdan su hogar.
Ankomst
Relata la llegada del barco vikingo a la costa Oeste de Noruega después de infinitos 12 meses.

## Lista de canciones
Todas las letras escritas por Liv Kristine Espenæs Krull, toda la música compuesta por Alexander Krull, Thorsten Bauer, Mathias Röderer y Christopher Lukhaup. 
| N.º | Título                                      | Duración |  |
| 1.  | «Vinland Saga»                              | 3:12     |  |
| 2.  | «Farewell Proud Men»                        | 4:04     |  |
| 3.  | «Elegy»                                     | 5:07     |  |
| 4.  | «Solemn Sea»                                | 3:44     |  |
| 5.  | «Leaves' Eyes»                              | 3:59     |  |
| 6.  | «The Thorn»                                 | 4:05     |  |
| 7.  | «Misseri (Turn Green Meadows into Grey)»    | 3:50     |  |
| 8.  | «Amhrán (Song of the Winds)» (instrumental) | 2:48     |  |
| 9.  | «New Found Land»                            | 3:28     |  |
| 10. | «Mourning Tree»                             | 4:03     |  |
| 11. | «Twilight Sun»                              | 3:22     |  |
| 12. | «Ankomst» ("The Arrival")                   | 3:55     |  |

| Limited edition bonus tracks |                            |          |  |
| N.º                          | Título                     | Duración |  |
| 13.                          | «Heal»                     | 3:58     |  |
| 14.                          | «For Amelie» (new version) | 3:37     |  |

| Multimedia disc |                       |          |  |
| N.º             | Título                | Duración |  |
| 1.              | «Elegy» (music video) | 4:32     |  |
| 2.              | «Interview»           | 7:35     |  |
| 3.              | «Making of a Saga»    | 4:03     |  |

- Datos: Q260904